# Macarena Aguilar
Macarena Aguilar Díaz (Bolaños de Calatrava, Ciudad Real, 12 de marzo de 1985) es una exjugadora española de balonmano.
Fue internacional absoluta con la selección española, con la que logró la medalla de bronce en los Juegos Olímpicos de Londres 2012.

## Trayectoria

### BM Sagunto
Macarena Aguilar comenzó su carrera como profesional en el BM Mar Valencia, que a partir de 2004 pasaría a llamarse Balonmano Sagunto. Su primera temporada como profesional fue la 2001/02, en la que obtuvo el campeonato de la Liga ABF y la Supercopa de España venciendo al CB Amadeo Tortajada por 29-25, logrando así una enorme cantidad de títulos en la campaña de su debut. La temporada siguiente la 2002/03, no se consigue revalidar el título de Liga ABF, cediéndoselo a uno de sus rivales, el Elda Prestigio, aunque si consiguen revalidar el título de la Supercopa de España venciendo al Elda Prestigio por 36-34, además de llegar a la final de la Copa de la Reina en la que cayeron ante el CB Amadeo Tortajada. Pero sin duda el mayor logro de esta temporada fue llegar a la final de la Champions League que perdieron ante el conjunto esloveno del RK Krim Mercator por 63-58. La siguiente temporada, la 2003/04 fue la última en la que el equipo permaneció en la ciudad de La Eliana, y en la que se denominó Mar Valencia, ya que en la siguiente pasaría a tener su sede en Sagunto y a llamarse BM Sagunto. Durante esta temporada el equipo no obtiene grandes resultados, llegando a la final de la Copa de la Reina, que perdieron de nuevo ante el CB Amadeo Tortajada y clasificándose en Liga para competiciones europeas, como resultados más destacados.
El equipo, a principios de la primera temporada en Sagunto, pasó apuros económicos, pero la entrada de la empresa Astroc como patrocinador principal a partir de noviembre de 2004, dio al equipo una tranquilidad económica y ganó la Liga. Este mismo año el Astroc Sagunto disputó la final de la Copa de la Reina, que perdió frente al Elda Prestigio y llegó hasta los cuartos de final de la Recopa de Europa, cayendo frente al Koprivnica croata. La temporada siguiente el equipo tuvo diversas bajas de importancia, debido a la salida de importantes jugadoras, al fichar por otros equipos o por retirada. Esa temporada el equipo alcanzó las semifinales de la Liga de Campeones, en las que fue eliminado por el potente Viborg danés, que se proclamó finalmente campeón de la competición. En la liga doméstica el Astroc Sagunto obtuvo el segundo puesto. En la Copa de la Reina disputada en León, el equipo fue derrotado en semifinales frente al Akaba Bera Bera de San Sebastián. La temporada 2006/2007 se inició con la derrota en la final de la Copa ABF en León contra el equipo anfitrión. Posteriormente cayó en la Copa de Europa por el potente equipo danés Aalborg DH, debiendo disputar la Copa EHF, de la que también fue eliminado en octavos por el subcampeón, el Ikast Bording. En la Copa de la Reina disputada en La Eliana (Valencia) fue semifinalista, perdiendo ante el Cementos La Unión Ribarroja; y en la competición española, después de una apretada liga, acabó en la destacada segunda plaza. Tras perder al principal patrocinador, su equipo comenzó la temporada 2007/2008 con el nombre de Balonmano Sagunto, hasta que comenzó el nuevo patrocinador, Parc Sagunt. Esta temporada fueron eliminadas de la Liga de Campeones en la primera ronda y tuvieron que disputar la Copa EHF, en la que llegaron a dieciseisavos de final. Sin embargo ganaron la Copa ABF, y la Copa de la Reina, la primera ante el Cementos La Unión Ribarroja y la Copa ante el Bera Bera. La temporada 2008/2009 la última de Macarena en el conjunto valenciano, se saldó con el segundo puesto en la Liga (tras la SD Itxako, equipo al que pertenecería la temporada siguiente) y con la consecuencia de la Copa ABF.

### SD Itxako
Macarena fichó en 2009, por la SD Itxako de Estella, equipo con el que consiguió los mayores logros de su carrera y en el que permaneció hasta 2012. En la temporada 2009/2010 are la temporada logrando el triunfo en la Supercopa de España. En el mes de febrero logra también ganar la Copa de la Reina. Termina la temporada revalidando el título de Liga de España. La temporada 2010/2011 Fue la temporada más exitosa de la historia del club navarro. Se proclamó campeón de la Supercopa de España, ganó la Copa de la Reina y volvió a conquistar el título de Liga ABF. Las de Estella terminaron el año perdiendo por la mínima la final de la Liga de Campeones ante el Larvik. En la temporada 2011/12 se consiguió de nuevo revalidar el título de la Liga ABF, de la Copa de la Reina, tras vencer al Bera Bera por 35-26 y de la Supercopa de España, tras vencer 35-16 al Elda Prestigio. En la Champions League, tras superar la primera ronda, caen en la Maind Round. Tras varios años de éxitos, un comunicado de las jugadoras y el cuerpo técnico informa de un problema de impagos y evidencia la mala situación económica del club. Esto provoca la salida de importantes jugadoras del club (entre ellas Macarena Aguilar, que ponde destino al Randers HK de la Liga danesa).

### Randers HK
En mayo de 2012, firmó por el equipo danés Randers HK para las próxima dos temporadas. En su primera temporada con el conjunto danés, consigue acabar la Liga en cuarta posición (no pudiendo revalidar su título del año pasado). En la Champions League pasaron la primera fase, quedando segundas de grupo, pero cayendo en la Maind Round, acabando como últimas de grupo.

### Györ ETO
Tras su paso por Dinamarca, en 2014 se marchó al Győri ETO KC, equipo húngaro donde disputó una temporada. 

### Rostov-Don
Su paso por el equipo ruso fue muy corto (unas semanas) y esa misma temporada decidió marcharse de nuevo a Hungría, al club Siófok KC junto con Lara González. 

### Thüringer
En 2016 decide cambiar de aires y se marcha a Alemania al Thüringer, club en el que se retira tras finalizar la temporada 2017/18.

## Selección nacional

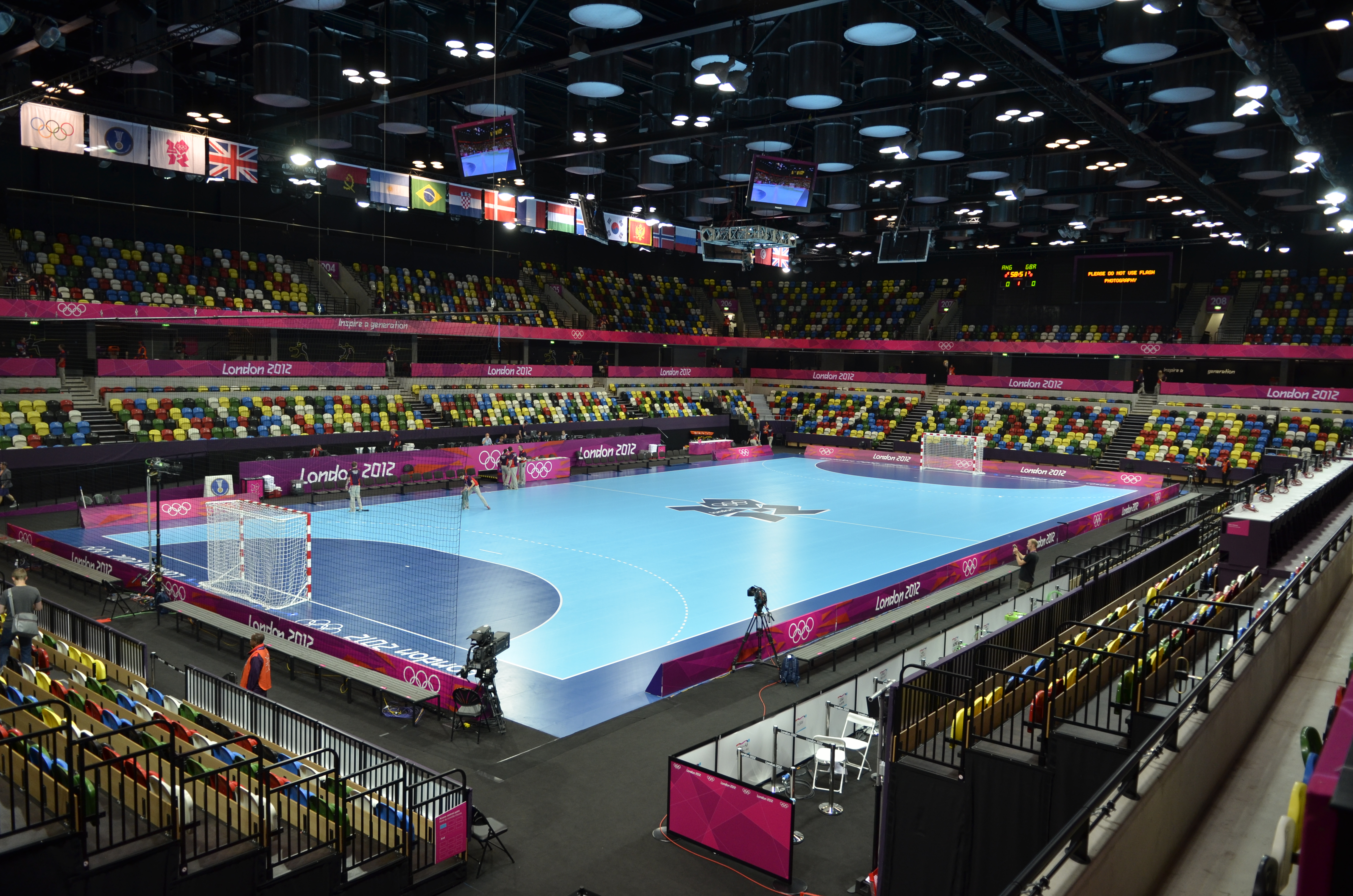
Copper Box, sede de la fase de grupos de los Juegos Olímpicos de Londres 2012.

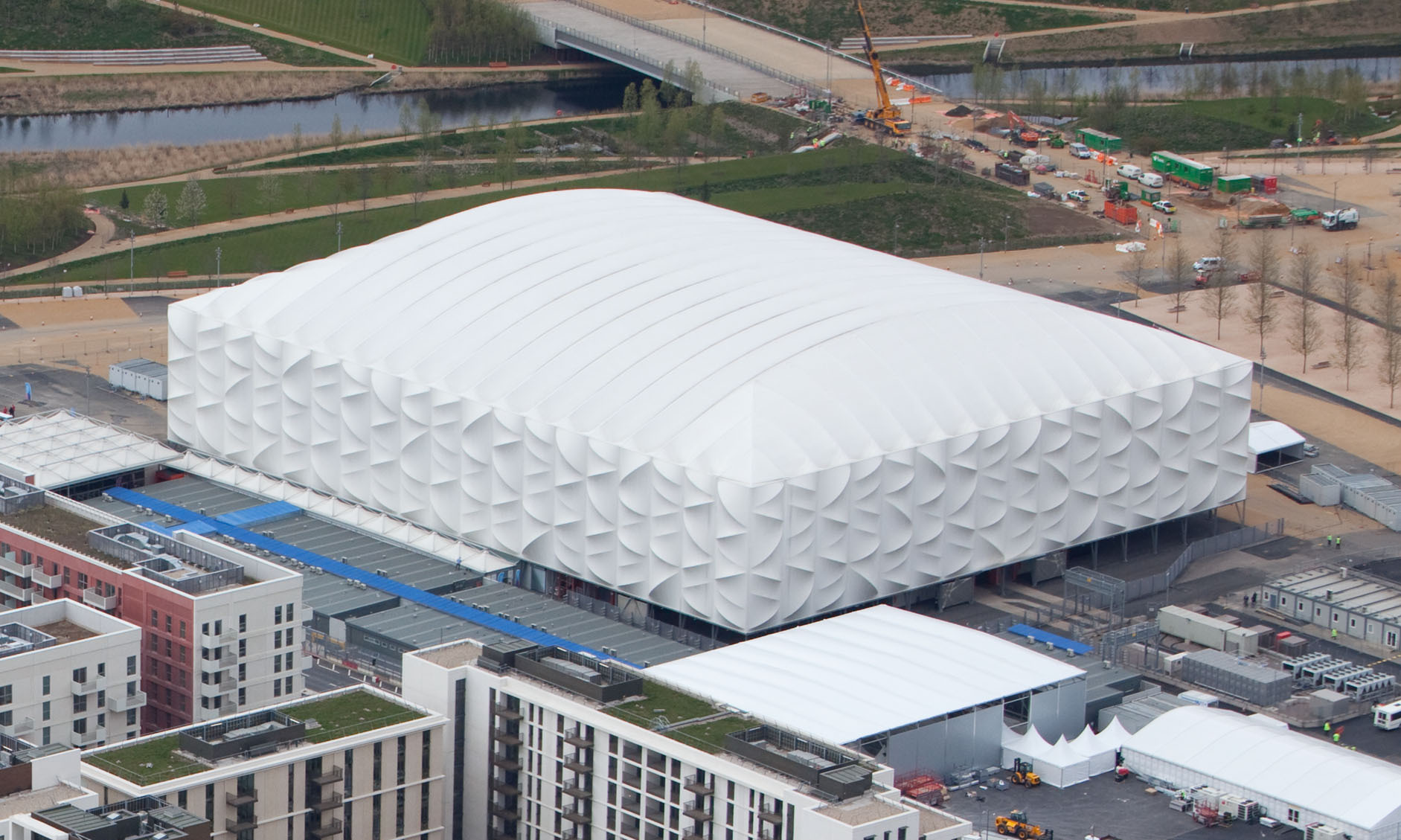
Basketball Arena, sede de las semifinales y finales.

Ha sido internacional con la Selección femenina de balonmano de España en 175 ocasiones y ha anotado 513 goles. De esa manera es la séptima jugadora con más internacionalidades en la historia de la selección y la cuarta máxima goleadora.
Su primer torneo destacado con la selección española, fueron nada más y nada menos que los Juegos Olímpicos de Atenas 2004. Quedaron encuadradas en el grupo B, y sin ganar ningún partido, perdiendo tres (ante Corea del Sur, Francia y Dinamarca) y empatando uno (ante Angola), que tras tener mejor gol-average que ellas se plantaron en cuartos de final, donde cayeron ante Ucrania por un ajustado 25-23. Finalmente quedaron sextas en el Campeonato Olímpico.
Meses después participó en el Campeonato Europeo de Balonmano Femenino de 2004 disputado en Hungría. Comenzaron ganando a la República Checa, pero cayeron ante Ucrania y Noruega en sus siguientes dos partidos, aunque pasaron a la segunda fase como terceras de grupo. En la segunda fase ganaron a Serbia y a Eslovenia, cayendo ante Rusia, pero no les fue suficiente para pasar a semifinales, acabando el torneo finalmente en la octava posición.
Con la selección española ganó una medalla de oro en los Juegos Mediterráneos de 2005 en Almería.
Participó de nuevo en el Campeonato Europeo de Balonmano Femenino de 2006 disputado en Suecia. Comenzaron ganando en la primera fase a Holanda y Francia, y cayeron ante Dinamarca, aunque pese a esa última derrota pasaron a la siguiente fase como primeras de grupo con 2 victorias y 1 derrota. En la segunda ronda comenzaron ganando a Croacia, aunque cayendo ante las anfitrionas Suecia y ante Rusia, con lo cual no pudieron pasar a las semifinales. Acabaron el campeonato en la novena posición.
Fue seleccionada para participar en el Campeonato Mundial Femenino de Balonmano de 2007. La primera fase las enfrentó a Congo, Japón y Hungría y pasaron como segundas de grupo tras empatar ante las húngaras y ganar sus otros dos partidos. En la siguiente fase comenzaron perdiendo ante Alemania y Rumanía. Después ganaron a Corea del Sur y se enfrentaron en el último partido ante las ya eliminadas, Polonia, para conseguir el pase a los cuartos de final, sin embargo perdieron 29-30 y fueron eliminadas.
En el Campeonato Europeo de Balonmano Femenino de 2008 comenzaron empatando dos partidos, ante Noruega y ante Ucrania, pero pasaron como segundas de grupo tras las noruegas. En la segunda ronda, sin embargo, ganaron a Rumanía y Hungría, y perdieron ante Dinamarca, consiguiendo pasar a las semifinales ante Alemania. Fue un partido difícil pero vencieron por 32-29, aunque perdieron la final ante las favoritas, las noruegas, que solo habían cedido un empate ante las españolas en toda la competición.
En 2009 participó en el Campeonato Mundial Femenino de Balonmano de 2009 disputado en China. En la primera fase fueron primeras de grupo venciendo todos sus encuentros. En la siguiente ronda empataron ante Hungría, ganaron a Rumanía y fueron derrotadas por Noruega. Pasaron como segundas de grupo tras Noruega, y se enfrentaron en las semifinales ante Francia que las venció por 27-23. En la lucha por el bronce se volvieron a enfrentar a Noruega y fueron derrotadas por 26-31.
En el Campeonato Europeo de Balonmano Femenino de 2010 comenzaron perdiendo ante Rumanía. Después ganaron a Serbia, pero volvieron a perder, esta vez ante Dinamarca, terminando la primera fase como terceras de grupo. En la segunda fase consiguieron ganar a Rusia, pero perdieron los otros dos partidos, siendo eliminadas y terminando finalmente undécimas.
En 2011 fue convocada para disputar el Campeonato Mundial Femenino de Balonmano de 2011 celebrado en Brasil. En la fase de grupos fueron segundas tras el equipo nacional de Rusia, que ganó todos sus partidos. En la siguiente fase vencieron a Montenegro por 23-19, y en los cuartos de final a Brasil por 27-26. Sin embargo, en las semifinales se enfrentaron a la futura campeona, Noruega, contra la que fueron derrotadas por 30-22. En la lucha por la medalla de bronce se enfrentaron a Dinamarca, y vencieron por 18-24.
En 2012 fue seleccionada para formar parte del equipo nacional en el torneo celebrado en España que daba acceso a dos plazas para acudir a los Juegos Olímpicos de Londres 2012. España obtuvo una plaza y la otra fue para Croacia. También fue seleccionada para los Juegos Olímpicos, donde fueron terceras en el grupo B, tras Francia y Corea del Sur. Se enfrentaron en los cuartos de final a Croacia y ganaron por 25-22, clasificándose para las semifinales ante Montenegro, que había dado la sorpresa al eliminar a unas de las favoritas, Francia. El partido fue muy igualado, pero finalmente ganó Montenegro por 27-26. Sin embargo quedaba el partido por el bronce, que enfrentaba al equipo español contra las coreanas nuevamente. En la liga previa habían ganado las coreanas por 27-31, pero en esta ocasión se impusieron las españolas por 29-31.
En el Campeonato Europeo de Balonmano Femenino de 2012 celebrado a finales de año en Serbia, consiguieron pasar a la segunda liguilla, aunque en ella fueron últimas, donde se notó la ausencia de Macarena que se lesionó en un partido de la primera ronda.
De nuevo fue convocada para el Campeonato Mundial de Balonmano Femenino de 2013 celebrado también en Serbia, donde defendían el tercer puesto de Brasil 2011. Pasaron la primera fase sin muchos problemas, tras ganar a Polonia, Argentina, Paraguayy Angola y tan solo perder ante la potente Noruega. Sin embargo, en octavos de final volvieron a caer eliminadas otra vez ante Hungría (que ya les ganó en el Europeo pasado) por 28-21, cerrando así el campeonato en una discreta décima posición.
En 2014 es convocada al Campeonato Europeo de Balonmano Femenino de 2014 disputado conjuntamente en Hungría Y Croacia. Superaron la primera fase con pleno de victorias y puntos tras vencer a Polonia, Rusia y Hungría. Sin embargo en la Maind Round perdieron sus dos primeros partidos ante Noruega y Rumanía. Finalmente en el decisivo y último partido, lograron una impresionante victoria ante Dinamarca por 29-22 para pasar por segunda vez en su historia a unas semifinales de un Europeo. En las semifinales se vengaron de su derrota ante Montenegro en los JJOO ganando por un vibrante 19-18, pasando a su segunda final de un Europeo. En la final se volvieron a cruzar contra Noruega perdiendo por 28-25 y acabando finalmente con una gran medalla de plata.
De nuevo, en 2015 es llamada para disputar el Campeonato Mundial de Balonmano Femenino de 2015 en Dinamarca. En la fase de grupos, comienzan ganando a Kazajistán, aunque luego pierden 28-26 ante la potente Rusia. Pese a esa derrota, se rehacen, y luego consiguen ganar cómodamente a Rumaníapor 26-18 y golear a la débil Puerto Rico por 39-13. Finalmente, en el último partido de la liguilla de grupos caen ante Noruega por 26-29, acabando terceras de grupo y teniendo un complicado cruce en octavos de final ante Francia. Finalmente, en octavos fueron eliminadas por las francesas tras un penalti muy dudoso con el tiempo cumplido (22-21). No obstante, el arbitraje fue muy cuestionado por diversas exclusiones dudosas para las españolas, y por una roja directa también muy dudosa a Carmen Martín. Ante esta situación, las guerreras fueron eliminadas en octavos (al igual que el último Mundial), siendo duodécimas.

### Participaciones en Juegos Olímpicos
| Mundial                          | Sede        | Resultado    | Partidos | Goles |
| -------------------------------- | ----------- | ------------ | -------- | ----- |
| Juegos Olímpicos de Atenas 2004  | Grecia      | Sexto puesto |          |       |
| Juegos Olímpicos de Londres 2012 | Reino Unido | Bronce       |          |       |

### Participaciones en Copas del Mundo
| Mundial                                          | Sede    | Resultado     | Partidos | Goles |
| ------------------------------------------------ | ------- | ------------- | -------- | ----- |
| Campeonato Mundial Femenino de Balonmano de 2007 | Francia | Décimo puesto |          |       |
| Campeonato Mundial Femenino de Balonmano de 2009 | China   | Cuarto puesto |          |       |
| Campeonato Mundial Femenino de Balonmano de 2011 | Brasil  | Tercer puesto |          |       |

### Participaciones en Campeonatos de Europa
| Mundial                                          | Sede                | Resultado     | Partidos | Goles |
| ------------------------------------------------ | ------------------- | ------------- | -------- | ----- |
| Campeonato Europeo de Balonmano Femenino de 2004 | Hungría             | Octavo puesto |          |       |
| Campeonato Europeo de Balonmano Femenino de 2006 | Suecia              | Noveno puesto |          |       |
| Campeonato Europeo de Balonmano Femenino de 2008 | Macedonia           | Subcampeona   |          |       |
| Campeonato Europeo de Balonmano Femenino de 2010 | Dinamarca y Noruega | Segunda fase  |          |       |
| Campeonato Europeo de Balonmano Femenino de 2012 | Serbia              | Segunda fase  |          |       |